# Ráhkojåhkå
Ráhkojåhkå är ett vattendrag som mynnar i sjön Virihávrre i Sverige och som ligger i Jokkmokks kommun i Lappland och ingår i Luleälvens huvudavrinningsområde. Ráhkojåhkå ligger i Padjelanta Natura 2000-område. . Ráhkojåhkå har fått sitt namn av berget Ráhkotjåhkkå som ligger på gränsen mot Norge. Namnets ursprung är oklart. Det lulesamiska ordet ráhkot översätts till kraxa som syftar på korpars och kråkors läte. Korp är en vanlig fågel i området, vilket kan vara en förklaring till namnet.
Ráhkojåhkå är det 4:e största vattendraget som mynnar i Virihávrre.

## Biflöden
Ráhkojåhkå har sin början vid utloppet från Ráhkojávrre och är 4 km lång. Det namnlösa biflödet som kommer från glaciären Rágujiegna i Norge har ett större flöde än den del som kommer från Ráhkojávrre och dess längd är 8,4 km räknat fram till Virihávrre. Biflödet för med sig mycket sediment från glaciären som avsatts och bildat sandurfält.

## Galleri

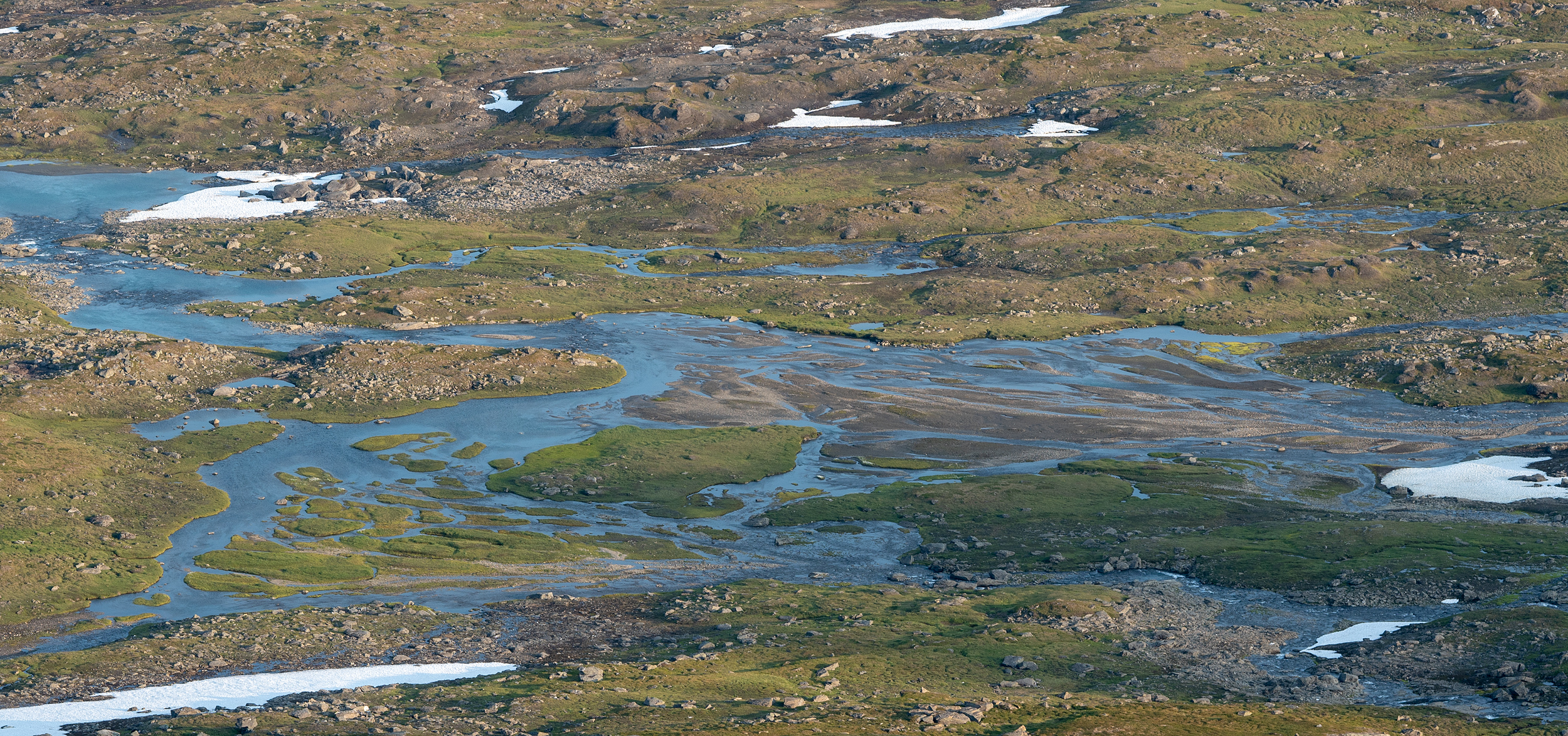
Två jokkar som kommer från Rágujiegna rinner ihop och bidrar med det mesta vattnet i Ráhkojåhkå.